# Kozmopolitizam
 Ovo je glavno značenje pojma Kozmopolitizam. Za biljke i životinje koje žive na svim kontinentima ili na većini njih pogledajte kozmopolitska rasprostranjenost.
Kozmopolitizam (od grčkog: kosmos = svijet i polites = građanin) prema Hrvatskom enciklopedijskom rječniku ideja je prema kojoj humani i prosvjećeni ljudi uspostavljaju odnose bez obzira na nacionalne, vjerske i državne granice i unapređuju općeljudske odnose; zagovaranje zajedništva, sloge ljudi i naroda cijeloga svijeta kao nadvladavanje nacionalnih, međunacionalnih i drugih podjela. To je stav prema kojemu su svi ljudi prije svega "građani svijeta", a ne pripadnici različitih kolektiva poput lokalnih, regionalnih, nacionalnih i dr. zajednica.
Kozmopolit (grčki: kosmopolites = građanin svijeta) pristaša je kozmopolitizma; onaj koji sebe smatra prije svega građaninom svijeta, a tek iza toga pripadnikom svoje nacije; onaj koji općesvjetsko zajedništvo svih ljudi nadređuje nacionalnoj pripadnosti. 

## Kozmopolitizam kroz povijest
Ideja kozmopolitizma javlja se u antičkoj filozofiji u doba helenizma, osobito kod stoika. Nasuprot prevladavajućem označivanju svih negrka barbarima, stoici poučavaju da je mudrac "građanin svijeta", da mu je domovina čitav svijet. Sličnom zaključku vodi i učenje Pirona iz Elide, osnivača skepticizma.
U doba Rimskog Carstva, kad se na golemim prostorima s brojnim narodima uspostavlja političko jedinstvo, ideja kozmopolitizma dobiva novi oblik. Istaknuti pojedinci zahtijevaju da se ukinu razlike položaja naroda unutar Carstva; to se postupno ostvarivalo, pa je sve više pripadnika tih naroda dobivalo pravo rimskih građana.
U srednjem vijeku ideal jedinstva kršćana, barem na Zapadu, tj. području latinskog kršćanstva, pod vlašću pape ili cara, te stvarno kulturno jedinstvo obazovanih ljudi, svi se na zapadu služe latinskim jezikom, održavaju ideju i praksu kozmopolitizma.
U 19. i 20. stoljeću, kozmopolitizam se javlja kao svjesna reakcija na nacionalizam. Niz pojedinaca zastupa kozmopolitizam kao alternativu formiranju suvremene nacionalne svijesti i nacionalnih država. Veže se uglavnom uz liberalni (ili građanski) svjetonazor. 
U radničkom pokretu razvija se pod utjecajem anarhizma i marksizma ideja o solidarnosti i jedinstvu proletarijata preko nacionalnih granica ("Proleteri nemaju domovine"); za nju se koristi pojam internacionalizam.